# Adolf Berman
Adolf Avraham Berman, más conocido como Adolf Berman (Varsovia, 17 de octubre de 1906-Tel Aviv, Israel; 3 de febrero de 1978), fue estudiante de filosofía en la Universidad de Varsovia, donde se unió al movimiento Poale Sion y se convirtió en el editor de dos publicaciones, una en polaco y otra en yiddish.

## Breve biografía
Nació en Varsovia, cuando esta todavía era parte del Imperio ruso, el 17 de octubre de 1906, ciudad donde se graduó como psicólogo.
Siendo todavía un estudiante se unió a la sociedad Poale Zion, colaborando como editor de sus dos semanarios (Uno en polaco y otro en yídis).

### Segunda Guerra Mundial
Durante la ocupación alemana se unió a la resistencia bajo el seudónimo "Borowski". También llevó a cabo una organización judía para ayudar a los niños del gueto, Centos (en polaco: Centrala Towarzystwa Opieki nad Sierotami, Sociedad Nacional de Ayuda a los Huérfanos).

### Posterior a la guerra
Después de la guerra fundó Berihah ("el vuelo"), la red clandestina de transferencia de judíos de Polonia a Palestina. En 1947 toma asiento en el parlamento de Polonia, para el partido "Comité Central de Judíos de Polonia", hasta 1949, cuando siendo acusado de sionista, en abril de 1949, decide dejar, pero de forma rebelde; su asiento en el Parlamento polaco. Emigró por sí mismo a Israel en 1950, donde fue elegido miembro del Knesset en 1951, y donde decide unirse al Mapam, una de las extensiones del Partido Comunista de Israel en 1954, y luego siendo elegido miembro de su Comité Central toma asiento en la Knésset.

### Proceso de Adolf Eichmann
En 1961, testificó en el proceso contra el líder nazi y artífice principal de la solución Adolf Eichmann, donde como prueba muestra a la corte un par de zapatos de niño, que él mismo había recogido del campo de exterminio de Treblinka.

### Final de carrera y su muerte
En las elecciones parlamentarias israelíes de 1955, pierde su escaño, decidiendo retirarse de la arena política israelí posteriormente. Murió en Tel Aviv el 3 de febrero de 1978.

## Familia
Su hermano, Jakub Berman, quien fuese la mano derecha de Stalin en la Polonia comunista de posguerra, se hizo uno de los más influyentes políticos estalinistas polacos entre 1944 y 1956, siendo a su vez el jefe de los servicios de seguridad del Buró Político del Partido Obrero Unificado Polaco.